# Richard Bona

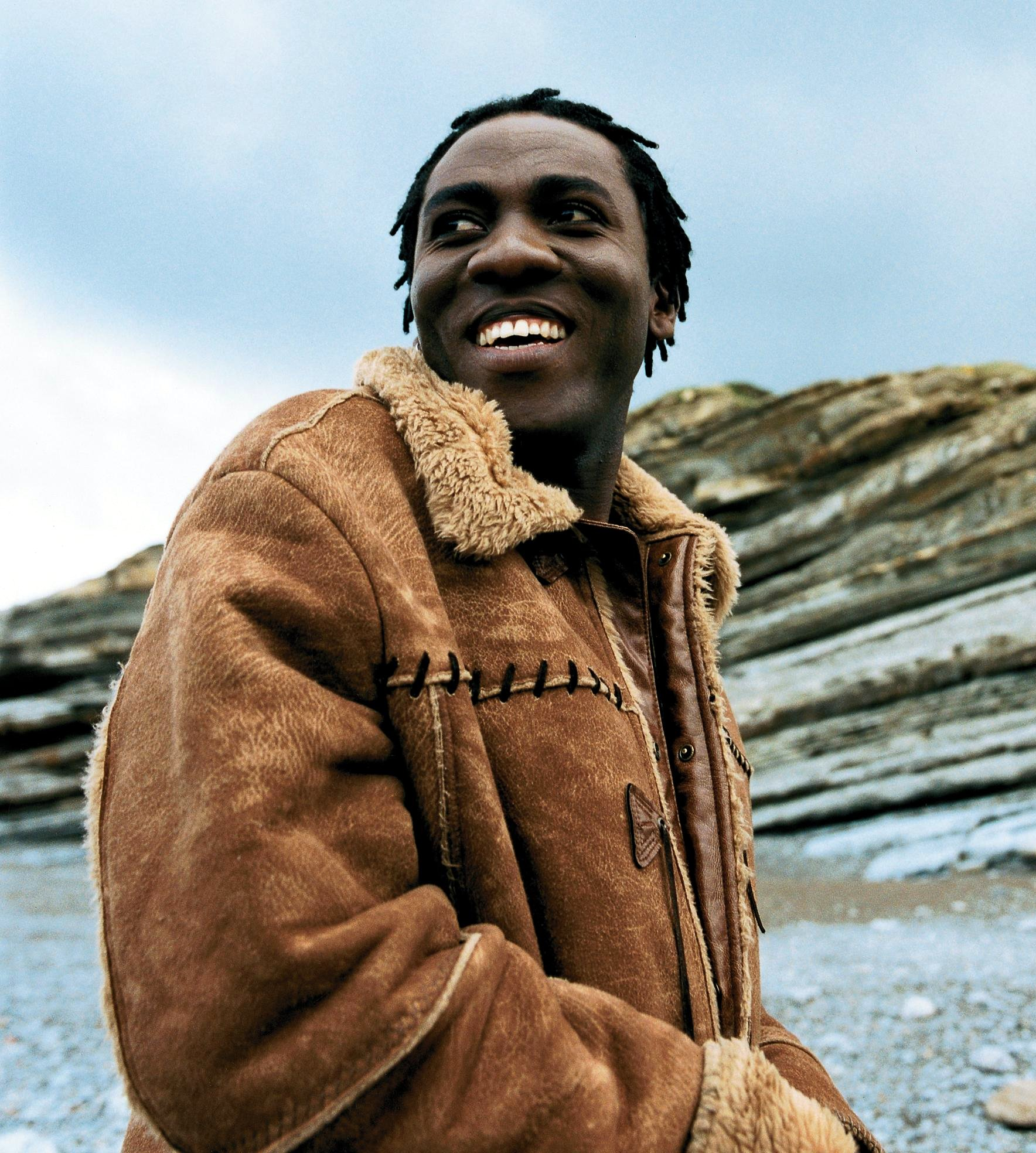
Richard Bona (2006)

Richard Bona (Minta, 28 oktober 1967) is een in Kameroen geboren Amerikaanse jazzbassist en -zanger Zijn werkelijke naam is Bona Pinder Yayumayalolo.

## Biografie
Bona komt uit een muzikale familie. Zijn opa was een griot en percussionist, zijn moeder een zangeres. Op zijn vierde jaar begon hij balafoon te spelen; een jaar later speelde hij in de dorpskerk. Hij maakte veel van zijn eigen instrumenten, zoals fluiten en gitaren. Hij speelde op festivals en ceremonieën. Toen hij dertien was, richtte hij een groep op waarmee hij speelde in een Franse jazzclub in Douala. Dankzij de eigenaar ontdekte hij jazzmuziek en onder invloed van Jaco Pastorius ging hij zich richten op de elektrische basgitaar.
Op zijn 22ste ging hij naar Düsseldorf om muziek te studeren, kort daarop vervolgde hij zijn studie in Frankrijk. Hij speelde hier regelmatig in jazzclubs, met musici als Manu Dibango, Salif Keita, Jacques Higelin en Didier Lockwood. In 1995 vestigde hij zich in New York, waar hij nog steeds woont en werkt. Hij werkte hier samen met onder meer Joe Zawinul, Larry Coryell, Michael en Randy Brecker, Mike Stern, George Benson, Branford Marsalis, Chaka Khan, Bobby McFerrin en Steve Gadd. In 1998 was Bona de muzikaal leider van Harry Belafonte's tournee in Europa. In 1999 verscheen zijn debuutalbum Scenes from My Life. In 2002 ging Bona als lid van de Pat Metheny Group op wereldtournee. Hij speelde ook mee op het album Speaking of Now, hij is hierop te horen als zanger, bassist, gitarist en percussionist, naast drummer Antonio Sánchez en trompettist Cuong Vu.
In 2005 kwam Bona's vierde album uit, Tiki, waaraan ook John Legend meewerkte. De plaat werd genomineerd voor een Grammy in de categorie 'Best Contemporary World Music Album' en haalde in Nederland de albumlijsten. Dat laatste deed ook het album The Ten Shades of Blues.
In 2015 opende hij met restaurateur Laurent Dantonioin de Club Bonafide.

In 2018 opende hij nabij Parijs zijn Club Nubia op Île Seguin.(fr) 
In december 2021 wordt Richard Bona sterk bekritiseerd op sociale netwerken na de publicatie van een video waarin hij uitnodigt om "een ander oorlogsfront in Kameroen" te openen en een privételevisiekanaal te "verbranden" dat dicht bij de macht van Paul Biya staat.

## Discografie

### Studio-albums
| Titel                                                                                       | Album-gegevens                                                    | Hoogste noteringen | Hoogste noteringen | Hoogste noteringen | Hoogste noteringen | Hoogste noteringen | Noten        |
| Titel                                                                                       | Album-gegevens                                                    | BEL (WA)           | FRA                | NLD                | POL                | US World Albums    | Noten        |
| ------------------------------------------------------------------------------------------- | ----------------------------------------------------------------- | ------------------ | ------------------ | ------------------ | ------------------ | ------------------ | ------------ |
| Scenes from My Life                                                                         | - Uitgekomen op 20 juli 1999 - Label: Columbia Jazz               | —                  | —                  | —                  | —                  | —                  |              |
| Reverence                                                                                   | - Uitgekomen op 7 september 2001 - Label: Columbia Jazz           | —                  | 93                 | —                  | —                  | —                  |              |
| Munia                                                                                       | - Uitgekomen op 22 september 2003 - Label: Universal Music France | —                  | 90                 | —                  | —                  | —                  |              |
| Toto Bona Lokua (met Gerald Toto en Lokua Kanza)                                            | - Uitgekomen op 20 april 2004 - Label: No Format!                 | —                  | —                  | —                  | —                  | 6                  |              |
| Tiki                                                                                        | - Uitgekomen op 2 oktober 2005 - Label: Universal Music France    | —                  | 118                | 81                 | 41                 | 10                 |              |
| The Ten Shades of Blues                                                                     | - Uitgekomen op 19 oktober 2009 - Label: Universal Jazz France    | —                  | 116                | 49                 | —                  | —                  |              |
| Bonafied                                                                                    | - Uitgekomen op 22 april 2013 - Label: Universal Jazz France      | 159                | 162                | —                  | 33                 | —                  | - ZPAV: Gold |
| Heritage (met Mandekan Cubano)                                                              | - Uitgekomen in juni 2016 - Label: Qwest Records                  | —                  | 74                 | —                  |                    |                    |              |
| "—" geeft een release aan die niet de lijstenhaalde of die niet in dat land is uitgebracht. |                                                                   |                    |                    |                    |                    |                    |              |

### Live-albums
| Titel                | Album-gegevens                                              | Hoogste noteringen |
| Titel                | Album-gegevens                                              | FRA                |
| -------------------- | ----------------------------------------------------------- | ------------------ |
| Bona Makes You Sweat | - Uitgekomen op 7 maart 2008 - Label: Universal Jazz France | 167                |

### Extended plays
| Titel                 | Album-gegevens                              |
| --------------------- | ------------------------------------------- |
| Kaze ga Kureta Melody | - Uitgekomen in 2000 - Label: Columbia Jazz |

### Als gastmusicus
| Album                                       | Jaar | Artiest           |
| ------------------------------------------- | ---- | ----------------- |
| An Evening with Harry Belafonte and Friends | 1997 | Harry Belafonte   |
| Voices                                      | 2001 | Mike Stern        |
| Beyond Words                                | 2002 | Bobby McFerrin    |
| Speaking of Now                             | 2002 | Pat Metheny Group |
| Rhizome                                     | 2004 | Mario Canonge     |
| Live in Montreal                            | 2005 | Bobby McFerrin    |
| The Way Up                                  | 2005 | Pat Metheny Group |
| Who Let the Cats Out?                       | 2006 | Mike Stern        |
| Smoke 'n' Mirrors                           | 2006 | Lee Ritenour      |
| Moyo                                        | 2007 | Keiko Matsui      |
| Palmystery                                  | 2008 | Victor Wooten     |
| Kosmo                                       | 2009 | Maria Markesini   |
| Mwaliko                                     | 2010 | Lionel Loueke     |
| All Over the Place                          | 2012 | Mike Stern        |
| Tocororo                                    | 2016 | Alfredo Rodríguez |
| Dos Partes de Mí                            | 2016 | Antonio Rey       |

- Bibliothèque nationale de France: cb14017055w (data)
- Gemeinsame Normdatei: 13518410X
- International Standard Name Identifier: 0000 0000 7840 5041
- Library of Congress Control Number: no2001021842
- MusicBrainz: 202936c9-063b-492a-a20e-cc15ce97aaa1
- Nationale Bibliotheek van Tsjechië: js20040112008
- Nationale Bibliotheek van Israël: 987007399209505171
- Nationale Bibliotheek van Polen: a0000002360129
- Système universitaire de documentation: 156838435
- Virtual International Authority File: 39575076
- WorldCat: E39PBJwHh4Qxkwp8gJy98gY3wC